# 戴尔·贝尔耶斯汀
戴尔 贝尔耶斯汀（英语：Dale Beyerstein，港译：毕思廷，1952年—）是加拿大的一位杰出的哲学教授，先后任教于马拉斯皮纳学院、道格拉斯学院、昆特兰学院、以及卑诗大学（不列颠哥伦比亚大学）以及兰加拉学院。贝尔耶斯汀教授是卑诗省批判性思维协会的合作创始人。他的教学方法独特，以擅长逻辑学著称。他在上课中经常鼓励学生自由思考、积极发挥，尽量冲破宗教以及定向思维的限制。

## 代表作品
- 《写作的那点事儿》- The Write Stuff (ed with B.L. Beyerstein), Buffalo, NY, Prometheus Press, 1992
- 《职业道德标准的功能与限制》- "The Functions and Limitations of Professional Codes of Ethics", in Winkler, E and Coombs, J: Applied Ethics, Oxford, Basil Blackwell, 1993
- 《精神病与道德》- “Psychiatric Ethics and Ethical Psychiatry” (with J. Paredes, B. Ledwidge and C. Kogan), Canadian Journal of Psychiatry, Vol 35, October 1990.